# Heiner Pietzsch
Heiner Pietzsch (* 4. Juni 1930 in Dresden; † 7. September 2021 in Berlin) war ein deutscher Unternehmer, Kunstsammler und Mäzen.

## Leben
Pietzsch absolvierte eine Ausbildung zum Elektroinstallateur. Mitte der 1950er Jahre übersiedelte er von Berlins Ostteil in den Westteil der Stadt. Dort baute er einen internationalen Kunststoffhandel auf und war als Investor tätig. Gemeinsam mit seiner Frau Ulla baute er ab Mitte der 1960er Jahre eine umfangreiche Sammlung von Werken namhafter Maler der Klassischen Moderne auf, darunter Balthus, Hans Bellmer, Salvador Dalí, Paul Delvaux, Max Ernst, René Magritte, André Masson, Joan Miró und Yves Tanguy. Ein zweiter Fokus der Sammlung liegt auf frühen Papierarbeiten des amerikanischen abstrakten Expressionismus. Die Sammlung „zählt zu den herausragenden deutschen Privatsammlungen der Klassischen Moderne“.
1977 war er Gründungsmitglied des Vereins der Freunde der Nationalgalerie und lange Jahre dessen Schatzmeister und Kuratoriumsmitglied. Ab Sommer 2009 waren große Teile der Sammlung im Rahmen der Ausstellung Bilderträume in der Neuen Nationalgalerie der Öffentlichkeit zugänglich, darunter Max Ernsts Fragmente seiner Zementskulptur Capricorn aus dem Jahr 1948. Nach Ende der Ausstellung entschloss sich das Ehepaar Pietzsch, 60 Werke aus der Schau der Neuen Nationalgalerie als Schenkung zu überlassen.
Am 12. Juni 2012 wurden mit Beschluss des Bundestages 10 Millionen Euro für den Umbau der Berliner Gemäldegalerie am Kulturforum bereitgestellt. Damit ist der Grundstein für eine dauerhafte Unterbringung der Sammlung in einem zukünftigen „Museum des 20. Jahrhunderts“ gewährleistet. Für die Errichtung des neuen Museums am Kulturforum hat der Bundestag im November 2014 200 Millionen Euro bewilligt. In den Nachrufen auf Pietzsch wird der Umfang der Schenkung mit etwa 150 Gemälden, Zeichnungen und Skulpturen der Klassischen Moderne angegeben.
Pietzsch verstarb im Alter von 91 Jahren nach längerer Krankheit in einer Berliner Klinik.

## Ehrungen
- 1. Oktober 2010: Verdienstorden des Landes Berlin

## Ausstellungen
- 2009: Bilderträume, Neue Nationalgalerie, Berlin
- 2016/17: Dalí, Ernst, Miró, Magritte … Surreale Begegnungen aus den Sammlungen Edward James, Roland Penrose, Gabrielle Keiller, Ulla und Heiner Pietzsch, Hamburger Kunsthalle, Galerie der Gegenwart (Sockelgeschoss), 7. Oktober 2016 bis 22. Januar 2017